# 伊号第三十七潜水艦
伊号第三十七潜水艦（いごうだいさんじゅうななせんすいかん、旧字体：伊號第三十七潜水艦）は、大日本帝国海軍の伊十五型潜水艦（巡潜乙型）の18番艦。
当初は伊号第四十九潜水艦（いごうだいよんじゅうくせんすいかん）と命名されていたが、1941年（昭和16年）11月1日に伊号第三十七潜水艦と改名されている。

## 艦歴
1939年（昭和14年）の第四次海軍補充計画（④計画）によって建造が決定され、1940年（昭和15年）12月7日、呉海軍工廠で起工。1941年（昭和16年）10月22日に進水。1943年（昭和18年）3月10日に竣工した。竣工と同時に呉鎮守府籍となり、訓練部隊である呉鎮守府呉潜水戦隊に編入された。
4月1日、呉潜水戦隊は第11潜水戦隊に改編され、第一艦隊所属となる。
5月23日、第六艦隊第8潜水戦隊第14潜水隊に編入。
25日、伊37は呉を出港し、6月4日にペナンに到着。8日、ペナンを出港し、インド洋に進出。16日、南緯09度18分 東経80度20分 / 南緯9.300度 東経80.333度のチャゴス諸島南東沖で、空船でシドニーからアーバーダーンへ単独航行中の英タンカーサン・エルネスト（San Ernesto、8,078トン）を発見し、雷撃によりこれを撃破。総員退去となった後の同船を砲撃したが、沈めることはできなかった。サン・エルネストは漂流し、28日後にニアス島西岸に座礁し、全損となった。19日1850、北緯01度00分 東経71度15分 / 北緯1.000度 東経71.250度のモルディブ南西沖で、ソ連向けの戦闘機と戦車、爆薬、計8,200トンを搭載してフリーマントルからバンダレ・シャープールへ向け単独航行中の米リバティ船ヘンリー・ノックス（Henry Knox、7,176トン）を発見し、雷撃。うち1本がヘンリー・ノックスの左舷に命中し、3番船倉に積まれていた爆薬が誘爆し、破片が船全体に降り注ぎ炎上。まもなく沈み始めたため、ヘンリー・ノックスは1907に放棄された後、数回ほど爆発を起こしながら2200に船首から沈没した。伊37は浮上した後救命ボートに横付けし、生存者に積荷、出発地、目的地、および近隣で遭遇した連合国の船について尋問し、衣服と救命ボートの帆、地図、食糧、懐中電灯を没収。衣服の一部とマッチ、酒を生存者に渡し、現場を離れた。7月9日、ペルシア湾を偵察。8月17日にペナンに到着した。22日、ペナンを出港し、シンガポールに移動した。
9月5日、伊37はシンガポールを出港し、ペナンに移動。その後ペナンを出港してインド洋に向かうが、出港後まもなく乗員1名が虫垂炎により倒れたため、ペナンに戻った。20日、ペナンを出港し、モザンビーク海峡に進出。10月11日、ディエゴ・スアレスを航空偵察し、警戒が厳重であることを報告。23日、マダガスカル島北西沖でギリシャ貨物船ファネロメニ（Faneromeni、3,404トン）を雷撃により撃沈。11月4日午前、ペンバ島南東沖でノルウェー貨物船エルボーグ（Hallbyørg、2,850トン）を発見し、魚雷1本を発射するも命中しなかった。5日午後、ペンバ島南東沖で輸送船1隻を発見して魚雷1本を発射するも、命中しなかった。17日、モンサバ港を航空偵察。27日1240、南緯03度00分 東経69度08分 / 南緯3.000度 東経69.133度のアッドゥ環礁南西沖で、ディーゼル燃料を搭載してバーレーンからメルボルンに向かっていたPB64船団に参加中、後落したノルウェータンカースコティア（Scotia、9,972トン）を発見し雷撃。魚雷1本が右舷船尾に命中したスコティアは15度傾斜して操舵不能となり、沈み始めた。まもなく、スコティアは救難信号を発信して放棄された。1255、未だ浮いていたスコティアへ向け再度雷撃。魚雷1本が右舷機関室に命中したスコティアは船体が分断され、船尾側がすぐに沈没。伊37は浮上し、浮いていた船首側を砲撃して撃沈し、船長を捕虜とした。この時、救命ボートを機銃掃射しており、船員及び軍人8名が死亡した。12月5日、ペナンに到着。12日にペナンを出港し、13日にシンガポールに到着して整備を受ける。15日、第14潜水隊の解隊に伴い、第8潜水戦隊直卒となった。
1944年（昭和19年）1月12日、伊37はシンガポールを出港し、15日にペナンに到着。2月10日、ペナンを出港してマダガスカル島周辺海域に進出。14日0030、セイロン島南方沖で輸送船1隻を発見し、翌15日0100まで追尾したが、相手が16ノット以上で航行しているらしく、攻撃できなかった。15日1030、南緯00度50分 東経68度00分 / 南緯0.833度 東経68.000度のアッドゥ環礁南西沖で、空船でメルボルンからアーバーダーンへ向け単独航行中の英タンカーブリティッシュ・シバルリー（British Chivalry、7,118トン）を発見し、雷撃。魚雷2本が右舷に命中したブリティッシュ・シバルリーは航行不能となった。伊37は放棄されたブリティッシュ・シバルリーから600m離れた位置で浮上して主砲弾17発を発射し、同船を撃沈した。その後生存者を尋問してダイヤモンドとサファイア50個が入ったブリーフケースを没収し、船長を捕虜とした。その後生存者へ向け銃撃を行った。この銃撃でブリティッシュ・シバルリーの船員13名が死亡し、5名が負傷した。26日、南緯08度00分 東経70度00分 / 南緯8.000度 東経70.000度のディエゴガルシア島西方200浬地点付近で、リン酸塩と郵便物、合計9,700トンを搭載してアル・クセイルからフリーマントルに向かう輸送船団に参加中、後落して単独航行中の英貨物船サトレジ（Sutlej、5,189トン）を発見。伊37は2000mの距離で魚雷2本を発射。うち1本がサトレジの左舷1番船倉と2番船倉の間に命中し、4分で沈没した。伊37は浮上して周辺を探照灯で照らし、生存者を確認して尋問を行い、船長が戦死したこと、目的地と積荷についてを把握した後、生存者へ向け銃撃を行った。29日1130、南緯05度00分 東経63度00分 / 南緯5.000度 東経63.000度のディエゴスアレス北西800浬地点付近で、9,000トンの一般貨物を搭載してカルカッタからポートルイスに向かっていた英貨物船アスコット（Ascot、7,005トン）を発見し、魚雷2本を発射。うち1本がアスコットの機関室に命中し、沈み始めた。伊37は放棄されたアスコットの右舷側に浮上し、船長と船の幹部の所在を聞いたところ、全員戦死したとの答えが返ってきたため、警告射撃を行った。その結果船長他1名が名乗り出たため尋問を行った後解放し、アスコットを砲撃で沈めた後、救命ボートを銃撃。救命ボートに乗っていた生存者45名が死亡し、救命ボートも全て撃沈された。3月3日、チャゴス諸島を飛行偵察。この時、搭載機には60kg爆弾2発が搭載されており、敵艦船を見つけ次第空爆する予定だったが、目標が見つからなかったため、搭載機は爆弾を海上に投棄して帰還した。9日2300、コロンボからケープタウンに向かっていたインド船籍のジャンクを発見し、停船させて調べたが、ジャンクには女性と子供約100人が乗っており、怪しいところもなかったため解放した。14日1700、ディエゴスアレス北東150浬地点付近で、駆逐艦の推進器音を探知。15日夜、ディエゴスアレスを航空偵察し、空母1、重巡2、駆逐艦3の在泊を報告。18日と22日、4月2日にそれぞれ単独航行中の輸送船を発見するが、自艦の位置の露見を防ぐため攻撃はしなかった。5日午後、ペンバ島東方50浬地点付近に到達したが、荒天による時化で航空機の発進が難しく、夜になるにつれてますます天候が荒れてきたことから偵察を延期。7日、悪天候の中モンサバ港を航空偵察し、輸送船60隻以上の在泊を報告。20日0430、ペナンに到着。27日0500、ペナンを出港。0800、ペナン南方20浬地点付近で、左舷艦首前方100mの位置で突然機雷が爆発。伊37は激しく揺さぶられ、艦内の照明が消え、電気の短絡も起きたが、それ以上の損傷はなかった。伊37は浅瀬の海底に沈座した後、翌28日朝にペナンに到着。検査の結果、左舷のバラストタンク2つのバルブが損傷していることがわかった。5月3日、ペナンを出港し、5日にシンガポールに到着。セレター軍港で修理を受ける。
修理完了後、伊37はリンガ泊地に移動。7月21日、0900から1330まで第二艦隊の対潜訓練の目標艦として使用された。その後は呉に向けリンガ泊地を出港。9月9日に呉に到着して整備を受ける。この時、後部主砲が撤去され、回天4基を搭載できるよう改装された。12日、第15潜水隊に編入。

### 沈没
11月初め、改装が完了した伊37は呉を出港し、大津島に移動。同地で回天を搭載した。8日、回天特別攻撃隊(菊水隊)の1隻として大津島を出港。同日、豊後水道で伊36が伊37に対して信号を送ったのを最後に消息不明。
アメリカ側記録によると、伊37の回天発進時刻の12時間前の0858、コッソル水道西口で防潜網を敷設中の米設網艦ウィンターベリー(USS Winterberry, AN-56)が、浮上した潜水艦を発見。20秒後、潜水艦は急角度で潜航していった。ウィンターベリーの通報により、米特務機動掃海艇YMS-33(USS YMS-33)が潜水艦を捜索したが、見つけられなかった。0915、米護衛駆逐艦コンクリン(USS Conklin, DE-439)、マッコイ・レイノルズ(USS McCoy Reynolds, DE-440)が対潜掃討の命を受けて現場に急行。また、ペリリュー島からも航空機が発進して捜索を行った。1055、コンクリンとマッコイ・レイノルズは現場付近に到着して捜索を開始。1504、2隻は潜航中の潜水艦をソナー探知。1539、マッコイ・レイノルズがヘッジホッグを2回発射した。潜水艦は107mの位置まで潜航し、これを回避。マッコイ・レイノルズが3回目のヘッジホッグ攻撃を行ったが、122m以上の水深で潜水艦を見失った。1603、コンクリンが潜水艦を探知し、1615にヘッジホッグを投下。25秒後、爆発音1回を聴取。1625、コンクリンはヘッジホッグを投下。28秒後、爆発音1回を聴取。しかし、潜水艦に命中せず、3回目のヘッジホッグ攻撃の直前に、旋回中のコンクリンの内側に入り込んだ。そのためコンクリンを待機させ、1645にマッコイ・レイノルズが水深137mに設定した爆雷12発を投下。まもなく、2m先に直径8mほどの大きな気泡が浮き上がるのを確認し、続けて大爆発音を聴取。潜水艦を再探知した直後の1700、大爆発音を聴取。爆発の威力はすさまじく、コンクリンとマッコイ・レイノルズの2隻は激しく揺さぶられ、一時的に調音が使用不能となった。1分後、右舷艦首外で大きな気泡が浮き上がるのを確認した。その後、いくつかの爆発音がして、以降潜水艦の反応は全くなかった。周辺には潜水艦のものと思われる破片や重油が海上を漂っていた。翌20日の日の出までに、マッコイ・レイノルズは日本語が書かれた木片、光沢のある楽器ケース、木製甲板の破片、鉄片が突き刺さった日本兵と思われる死体の一部を回収した。その後も重油と破片が浮き上がるのを確認した。これが伊37の最期の瞬間であり、艦長の神本信雄中佐以下乗員117名、回天搭乗員4名、回天整備員4名全員戦死。沈没地点はコッソル水道西口付近、北緯08度07分 東経134度16分 / 北緯8.117度 東経134.267度。
マッコイ・レイノルズは海面に浮き上った木材その他の断片を多数揚収したため、通常の沈没ではなく、潜水艦内部での爆発が原因と推理している。また、伊37は搭載した新兵器の回天を隠匿するために自爆を選んだ可能性もある。
12月6日、パラオ方面で亡失と認定され、1945年（昭和20年）3月10日に除籍された。
撃沈総数は7隻、47,942トンにのぼり、撃沈トン数では帝国海軍潜水艦の中では第5位を誇る(撃沈隻数の5位は8隻を撃沈した伊165および伊20)。

## 歴代艦長
※『艦長たちの軍艦史』411-412頁による。

### 艤装員長
1. 大谷清教 中佐：1942年12月20日 -

### 艦長
1. 大谷清教 中佐：1943年3月10日 -
2. 中川肇 中佐：1943年12月27日 -
3. 河野昌通 中佐：1944年5月10日 -
4. 神本信雄 中佐：1944年10月11日 - 11月19日戦死